# Nino Borsellino
Nino Borsellino (Reggio Calabria, 14 marzo 1929 – Roma, 6 febbraio 2021) è stato uno storico della letteratura, critico letterario e italianista italiano.

## Biografia
Docente all'Università degli Studi di Roma "La Sapienza", insegnò letteratura italiana e storia della critica letteraria. I suoi interessi si concentrarono prevalentemente sulla letteratura teatrale, dal Rinascimento a Luigi Pirandello. Curò le edizioni delle Commedie del Cinquecento (Milano, Feltrinelli, 1962-67), delle Prolusioni e lezioni zurighesi di Francesco De Sanctis (Torino, Einaudi, 1965), delle Opere di Luigi Pirandello (Milano, Garzanti, 1994-95). Prestò la sua consulenza per l'allestimento teatrale della Mandragola di Machiavelli diretto da Roberto Guicciardini .
Borsellino morì ultranovantenne nel febbraio del 2021 in una clinica romana. 

## Opere
- Rozzi e Intronati: esperienze e forme di teatro dal "Decameron" al "Candelaio", Roma, Bulzoni, 1974
- Ludovico Ariosto, Roma-Bari, Laterza, 1973
- Niccolo Machiavelli, Roma-Bari, Laterza, 1973
- Storia di Verga, Roma-Bari, Laterza, 1982
- Ritratto di Pirandello, Roma-Bari, Laterza, 1983; riedito nel 2000 col titolo Ritratto e immagini di Pirandello
- Gli anticlassicisti del Cinquecento, Roma-Bari, Laterza, 1986
- La tradizione del comico: letteratura e teatro da Dante a Belli, Milano, Garzanti, 1989
- Sipario dantesco: sei scenari della commedia, Roma, Salerno, 1991
- Critica e storia: rendiconti di fine secolo, Roma, Kepos, 1993
- Ritratto di Dante, Roma-Bari, Laterza, 1998
- Il dio di Pirandello: creazione e sperimentazione, Palermo, Sellerio, 2004
- Paradisi perduti: paesaggi rinascimentali dell'utopia, Napoli, Liguori, 2009
- Il poeta giudice: Dante e il tribunale della Commedia, Torino, Aragno, 2011
- Lo scrigno del dialetto: Meli, Porta, Belli, Di Giacomo, Roma, Fermenti, 2012
- Leopardi: la cognizione del vero, Milano, Fermenti, 2015
- Critica e storia: rendiconti per il Duemila, Roma, Fermenti, 2016, ISBN 978-88-97171-79-9.